# Arsenal Naval de Yokosuka

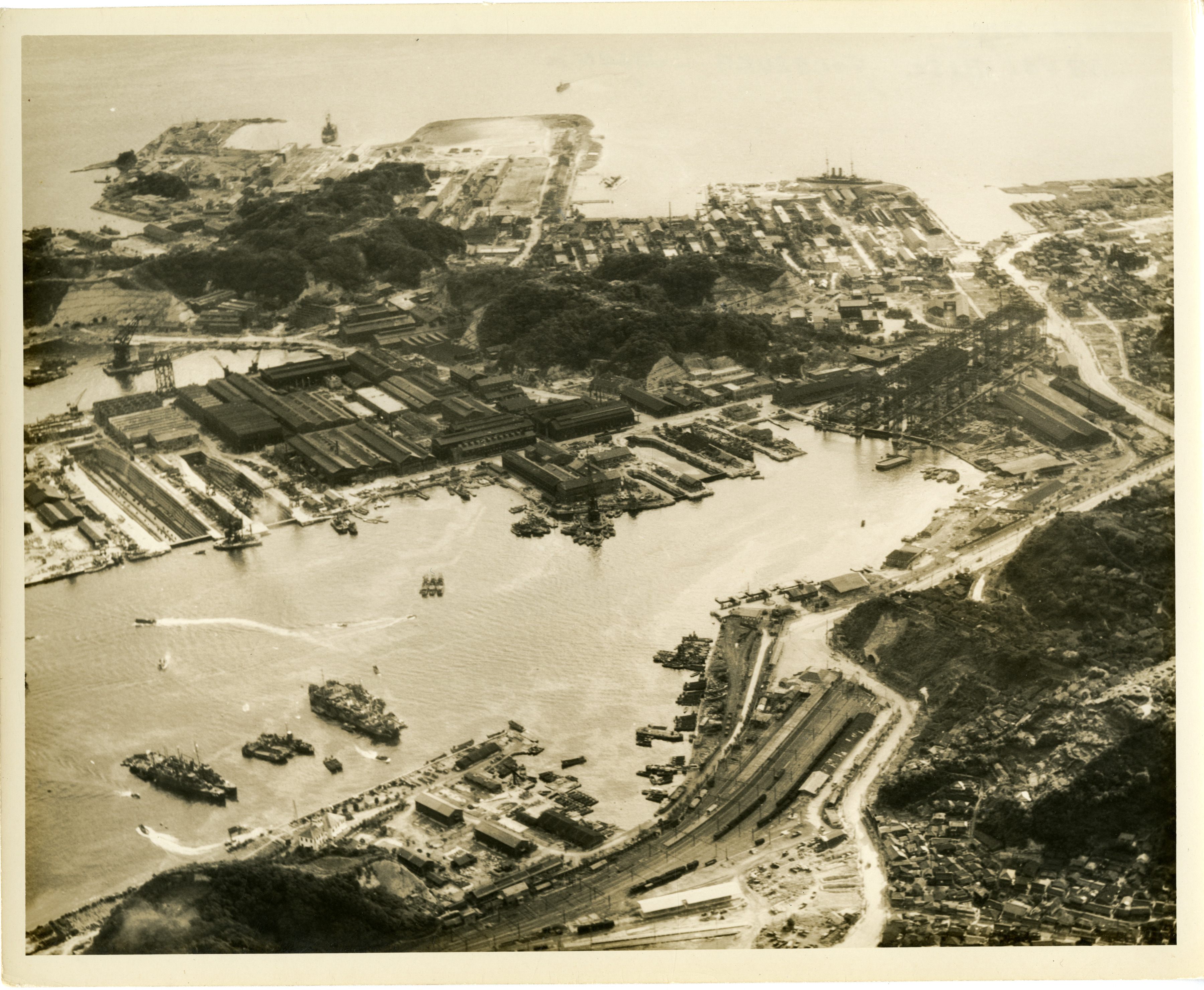
Arsenal Naval de Yokosuka, 1944-45

El arsenal naval de Yokosuka (横須賀海軍工廠, Yokosuka kaigun kōshō?) fue uno de cuatro principales astilleros pertenecientes a la Armada Imperial Japonesa, y estuvo situado en la ciudad de Yokosuka (prefectura de Kanagawa) ubicada junto a la bahía de Tokio, al sur de Yokohama. Las instalaciones fueron utilizadas después de la Segunda Guerra Mundial por la Armada de los Estados Unidos como el centro de reparación de barcos de Yokosuka. Las instalaciones están bajo el control de la base naval de la flota estadounidense en Yokosuka.

## Historia
En 1866, el gobierno del shogunato Tokugawa estableció el Yokosuka Seisakusho, un arsenal militar y base naval, con la ayuda de ingenieros extranjeros, incluyendo al ingeniero naval francés Léonce Verny. Con las nuevas instalaciones se pretendía construir buques de guerra modernos y equipo para la armada de los Tokugawa. La construcción del arsenal fue un importante paso para la modernización de la industria japonesa. En él se construyeron edificios modernos, un acueducto, una fundición, fábricas de ladrillos y escuelas técnicas para formar técnicos japoneses.

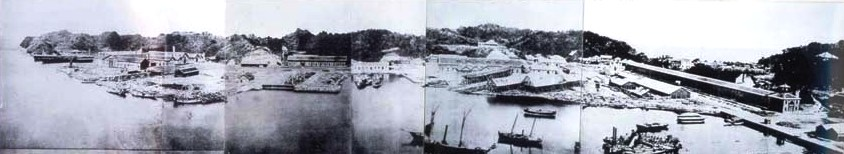
Construcción del arsenal de Yokosuka c.1870.

Después de la guerra Boshin y la restauración Meiji, el nuevo gobierno tomó el control de las instalaciones (1871), rebautizándolo comoYokosuka Zōsenjo (Astilleros de Yokosuka). El primer muelle seco fue construido en 1871, y sigue hoy operativo. El primer buque de guerra de construcción propia de Japón, el Saiki, se completó ese mismo año.
En 1884 se creó el Distrito Naval de Yokosuka en Yokosuka, el primero de los distritos navales responsables de la defensa de las islas metropolitanas de Japón, y los Astilleros Yokosuka cambiaron de nombre a Arsenal de Yokosuka en 1903.
Durante la guerra ruso-japonesa (1904-1905), Japón compró cinco submarinos a la Electric Boat Company (EE. UU.). Dichos submarinos (modelo Holland tipo VII) habían sido construidos por Arthur Leopold Busch, ingeniero naval y armador, y sirvieron a los japoneses para iniciarse en la guerra submarina. Frank Cable (electricista que trabajaba para la Electric Boat) fue, a su vez, quien instruyó a las dotaciones japonesas en el manejo de dichos buques. Otros dos submarinos más fueron construidos para Japón en 1906. Finalmente, en 1909, se botó el primer acorazado de diseño y construcción japonesa, el Satsuma.

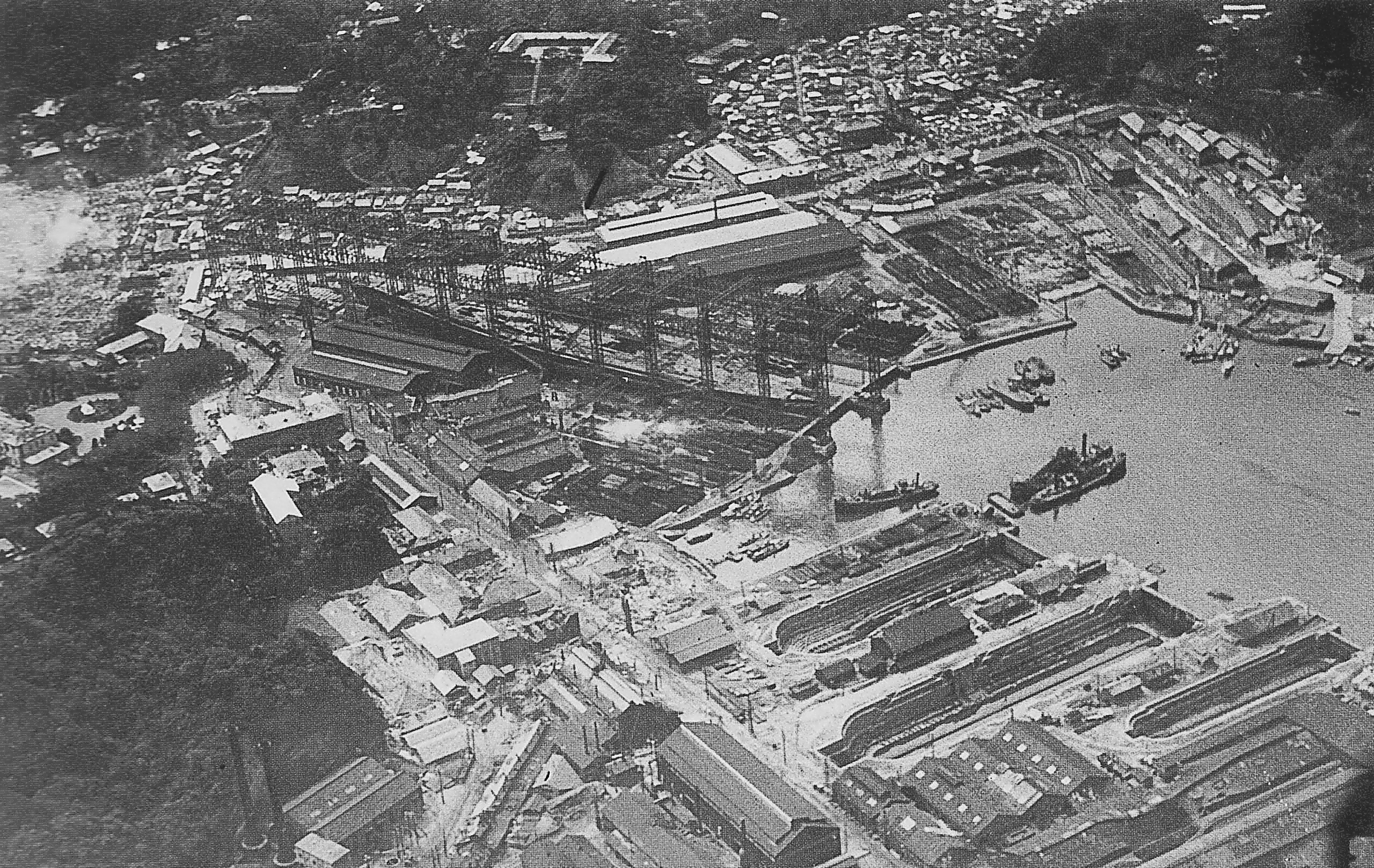
El arsenal de Yokosuka inmediatamente después del Gran terremoto de Kantō de 1923

Yokosuka se convirtió en uno de los principales astilleros de la Armada Imperial Japonesa, construyéndose allí numerosos acorazados, como el Yamashiro, y portaaviones, como el Hiryū y el Shōkaku. En el cercano Arsenal Técnico Aeronaval de Yokosuka se diseñaron aviones navales.
Durante la guerra del Pacífico el Arsenal de Yokosuka fue atacado por un bombardero durante la incursión de Doolittle el 18 de abril de 1942, y el 18 de julio de 1945 por una gran fuerza de aviones embarcados. Las instalaciones quedaron en manos de los aliados al final de la Segunda Guerra Mundial y, en octubre de 1945, el Arsenal de Yokosuka dejó, oficialmente, de existir.

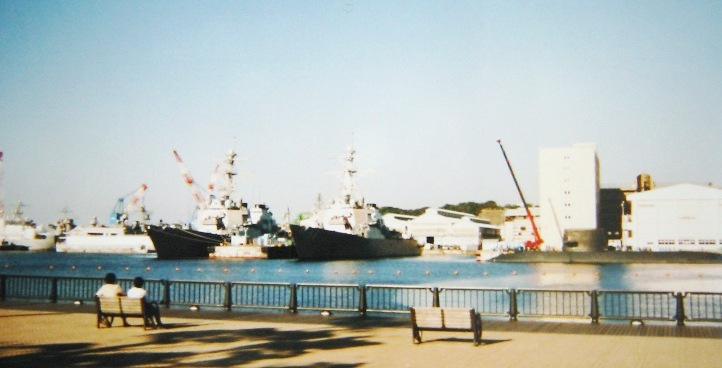
Base naval estadounidense en el antiguo arsenal.

Las instalaciones, sin embargo, continuaron siendo usadas durante la posguerra por la Armada de los Estados Unidos como Yokosuka Ship Repair Facility (taller de reparación naval de Yokosuka) y hoy en día opera bajo el control de la base naval estadounidense de Yokosuka (United States Fleet Activities Yokosuka).